# ЛуАЗ-13021-08
ЛуАЗ-13021-08 — полноприводный автомобиль, разработка Луцкого автомобильного завода.
Создан на базе грузопассажирского внедорожника ЛуАЗ‑969М. Одно из важных отличий — удлинённая колёсная база. Длина автомобиля позволяла размещение носилок и специально для этой цели была увеличена на несколько сотен миллиметров, с этим также связан больший размер заднего свеса. Крыша выполнена из стеклопластика. Кузов четырёхдверный, половина дверей находилась справа; остальные — с другой стороны и сзади. Основное назначение — выполнение функций машины скорой помощи.
Данная модификация была представлена в 1997 году. Появлялась на Киевском автосалоне, проходившем в 1998 году в городе Киеве. Серийно не производилась, создано несколько (точное число неизвестно) опытных экземпляров. Два из них точно сохранились, известно их местонахождение.
Автомобили предназначались для обслуживания в сельских населённых пунктах фельдшерско-акушерских пунктов (ФАП), использовались бригадами ремонтников для поддержания работы ЛЭП, их обслуживания.
На Украине выпускались масштабные модели автомобиля.